# Liefkenshoek rail link

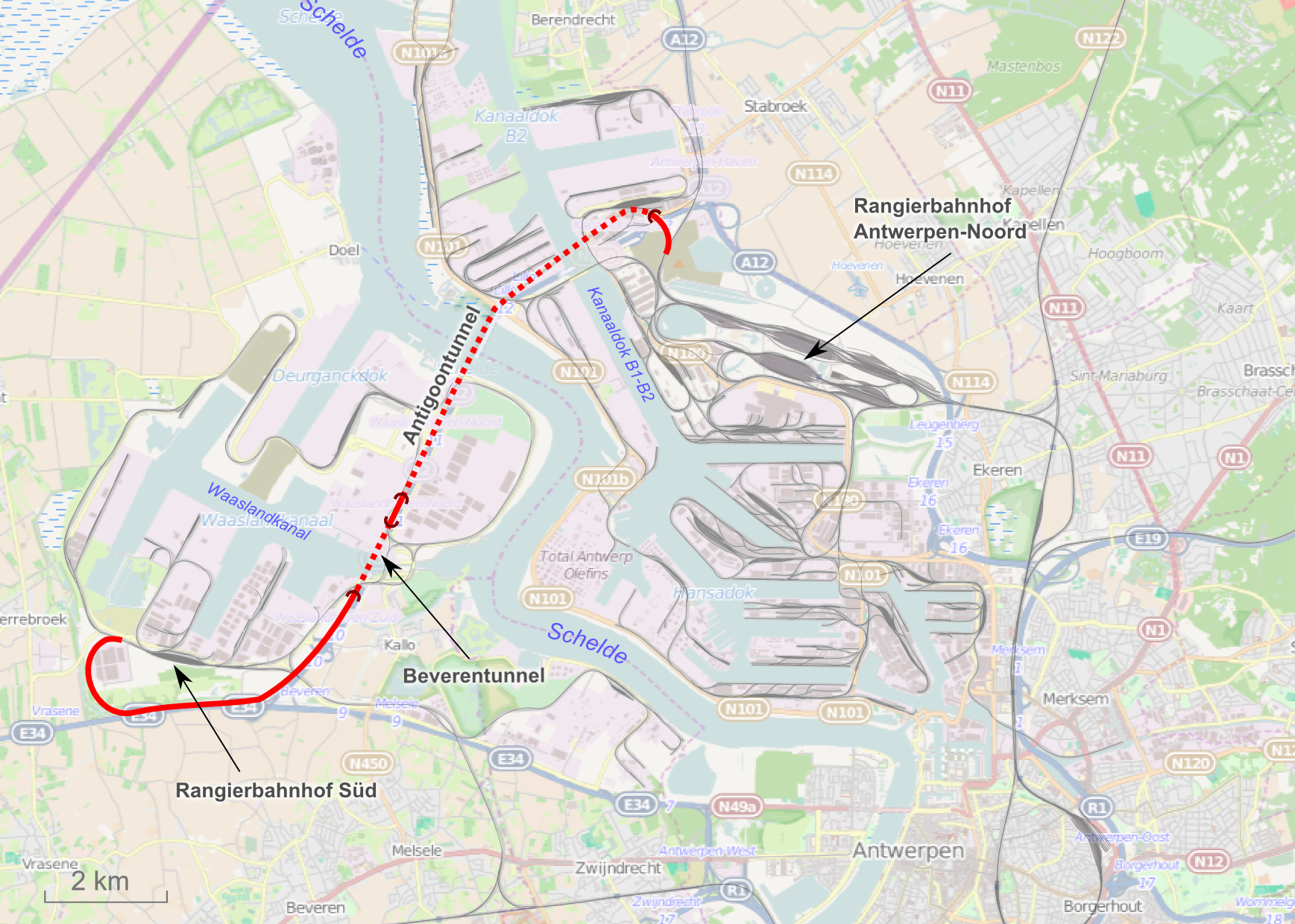
Übersichtskarte des Liefkenshoek rail link

Der Liefkenshoek rail link ist eine 16,2 km lange Eisenbahnstrecke für den Güterverkehr im Bereich des Hafens von Antwerpen, welche den Rangierbahnhof Bundel Zuid mit dem Rangierbahnhof Antwerpen-Noord verbindet. Sie wurde am 9. Dezember 2014 eingeweiht und am 14. Dezember 2014 dem regulären Betrieb übergeben. Die Strecke verbindet das linke und das rechte Schelde-Ufer und entlastet dadurch die bestehenden Hafenanbindungen durch den Kennedytunnel und über die Strecke Berchem–Schijnpoort. Der Liefkenshoek rail link soll den Anteil des Schienenverkehrs am Containertransport aus dem Deurganckdock steigern.
Der Bau der Strecke begann im September 2008 und kostete 765 Mio. €. Er wurde im Auftrag von Infrabel von der Arbeitsgemeinschaft Locorail durchgeführt, die aus den Baufirmen CFE, VINCI Concessions und BAM PPP bestand.
Die Strecke verläuft ungefähr parallel zum Liefkenshoektunnel und umfasst die beiden Tunnelbauwerke Antigoontunnel und Beverentunnel.
Der 6750 m lange Antigoontunnel besitzt zwei Tunnelröhren, die mit 13 Querschlägen verbunden sind. 5,975 m wurden mit einer Tunnelbohrmaschine ausgebrochen, der Rest im Tagebau erstellt. Der Tunnel war bei Fertigstellung der längste Eisenbahntunnel in Belgien.
Der 1200 m lange Beverentunnel wurde im Rohbau bereits 1978 zusammen mit dem Straßentunnel für den Ring 2 erstellt und sollte einer zukünftigen Hafenbahn dienen. Der Tunnel wurde im Tagebau erstellt, bevor der darüber liegende Waaslandkanal gebaut wurde. Für die Benutzung durch den Liefkenshoek rail link musste der Tunnel saniert werden.
Die Strecke ist mit ETCS Level 2 ausgerüstet.